# Dysschema nigrivenata
Dysschema nigrivenata là một loài bướm đêm thuộc phân họ Arctiinae, họ Erebidae.